# De Meervaarder (schip, 2009)
De Meervaarder is een hybride rondvaartboot van Rondvaart Zoetermeer, die in de periode april tot oktober door het open veenweidegebied tussen Zoetermeer, Leiden en Den Haag vaart. Van kinderboerderij 't Geertje in Zoeterwoude via de Meer of Buurwatering, de Noord Aa, de Ommedijkse Watering, Jan Koenensloot, Nieuwe Vaart, Meerburger Watering, via de Jan Bakkersloot onder de A4 door naar Vlietland. Over dezelfde route wordt weer terug gevaren. Het bijzondere hierbij is, dat er ruim boven polderniveau gevaren wordt, pakweg 4 tot bijna 6 meter. Bij het passeren van Stompwijk is dit vooral voor buitenlandse passagiers een ervaring, hier vaart het schip ter hoogte van de dakgoot van de huizen.

## Geschiedenis
Oorspronkelijk voer het schip ook al op klein vaarwater, de Nieuwe Haven en de Strijense Haven, tussen Strijen en Strijensas. Maar het was ook geschikt om bij goed weer over het Hollandsch Diep rondvaarten naar natuurgebied Oeverlanden Hollands Diep, een zoetwatergetijdegebied, te maken. De oeverlanden strekken zich uit in het zuidoosten van Zuid-Holland, van Strijensas tot Numansdorp. Ook de Roode Vaart aan de overkant behoorde tot de mogelijkheden en verder via de Amer door de Brabantse Biesbosch.
Na een paar geslaagde proefvaarten in 2013 met een rondvaartboot van Stichting De Ooievaart uit Den Haag, is op 1 mei 2013 de Stichting Rondvaart Zoetermeer opgericht en werd  De Meervaarder gekocht van Vaardiensten De Zwart uit Strijensas. Ook heeft De Ooievaart tot het zelfstandig doorgaan van Rondvaart Zoetermeer geholpen om de rondvaart-onderneming vanuit Zoetermeer mogelijk te maken en de schippers en gidsen opgeleid. Mede daardoor kon Rondvaart Zoetermeer op 1 mei 2015 verantwoord “van wal steken" als zelfstandige organisatie, met als thuishaven de kade bij kinderboerderij ‘t-Geertje in Zoeterwoude. 
Stichting Rondvaart Zoetermeer heeft als missie het publiek van jong tot oud en van gezond tot minder valide het fraaie polderlandschap tussen Zoetermeer, Leiden en Den Haag (het Land van Wijk en Wouden) in al haar verschijningsvormen te laten beleven. 

## Het schip
Het is gebouwd naar het model van een West-Fries veilingschip en formeel een open rondvaartboot. Aan dit type schepen worden andere eisen gesteld dan aan gewone rondvaartboten of aan rondvaartboten van het Amsterdamse grachtentype. Zo wordt er bij de certificering extra gelet op de veiligheid via de stabiliteit en moeten deze schepen voldoende vrijboord hebben. Kenmerkend is dat er geen toilet aan boord is en dat de vaartochten niet langer dan twee uur duren. Naast de diesel- en elektrische aandrijving heeft het schip ten behoeve van de manoeuvreerbaarheid ook een elektrische boegschroef.  
Het schip is gemakkelijk toegankelijk door een neerlaatbare boegklep, waarover de passagiers zonder moeite aan en van boord kunnen gaan. Op die manier kunnen ook rolstoelen en scootmobiels aan boord komen. Als een enkele vaart naar Vlietland wordt gemaakt of van Vlietland naar 't Geertje kunnen ook fietsen meegenomen worden. Dat geldt ook voor bestemmingen buiten de reguliere vaarten, als het schip gereserveerd wordt.
Voor speciale vaarten zoal de Geuzenvaart in oktober of de Sinterklaasvaart eind november wordt het schip voorzien van een verschansing.

## De motoren
De Meervaarder heeft een hybride voortstuwing, bestaande uit twee motoren, een dieselmotor en een elektromotor. Als met de dieselmotor wordt gevaren, dan worden de accu's voor de elektromotor bijgeladen. Aan het einde van een vaardag wordt de boot op de walstroom aangesloten om de accu’s volledig op te laden. Door de polders wordt gewoonlijk, net als een fluisterboot, elektrisch gevaren. Met veel wind is het raadzamer om de dieselmotor te gebruiken. Dit om veilig de lage en soms smalle bruggen te kunnen passeren.

## Fotocollectie

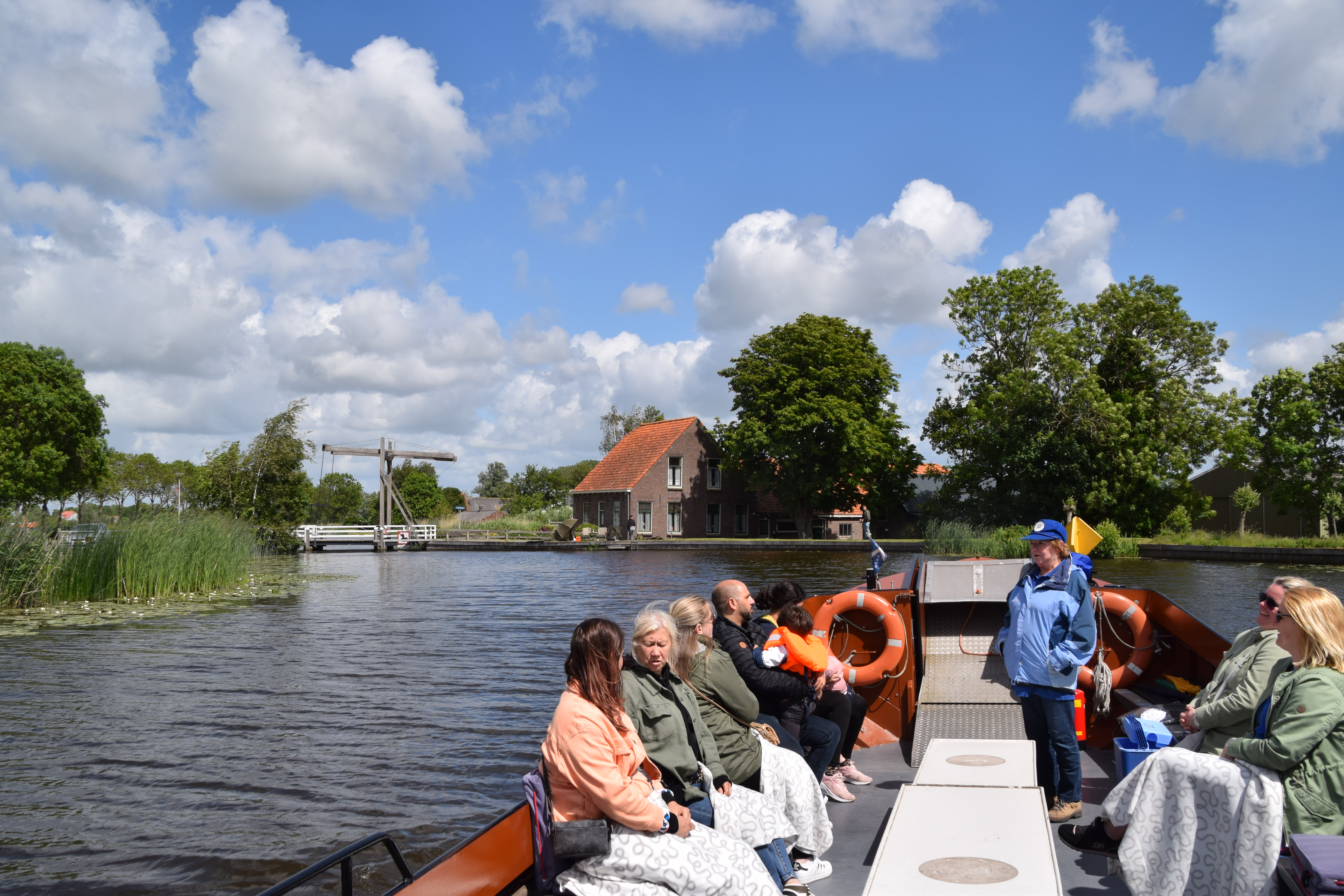
Van de Noord Aa naar de Weipoortse Vliet
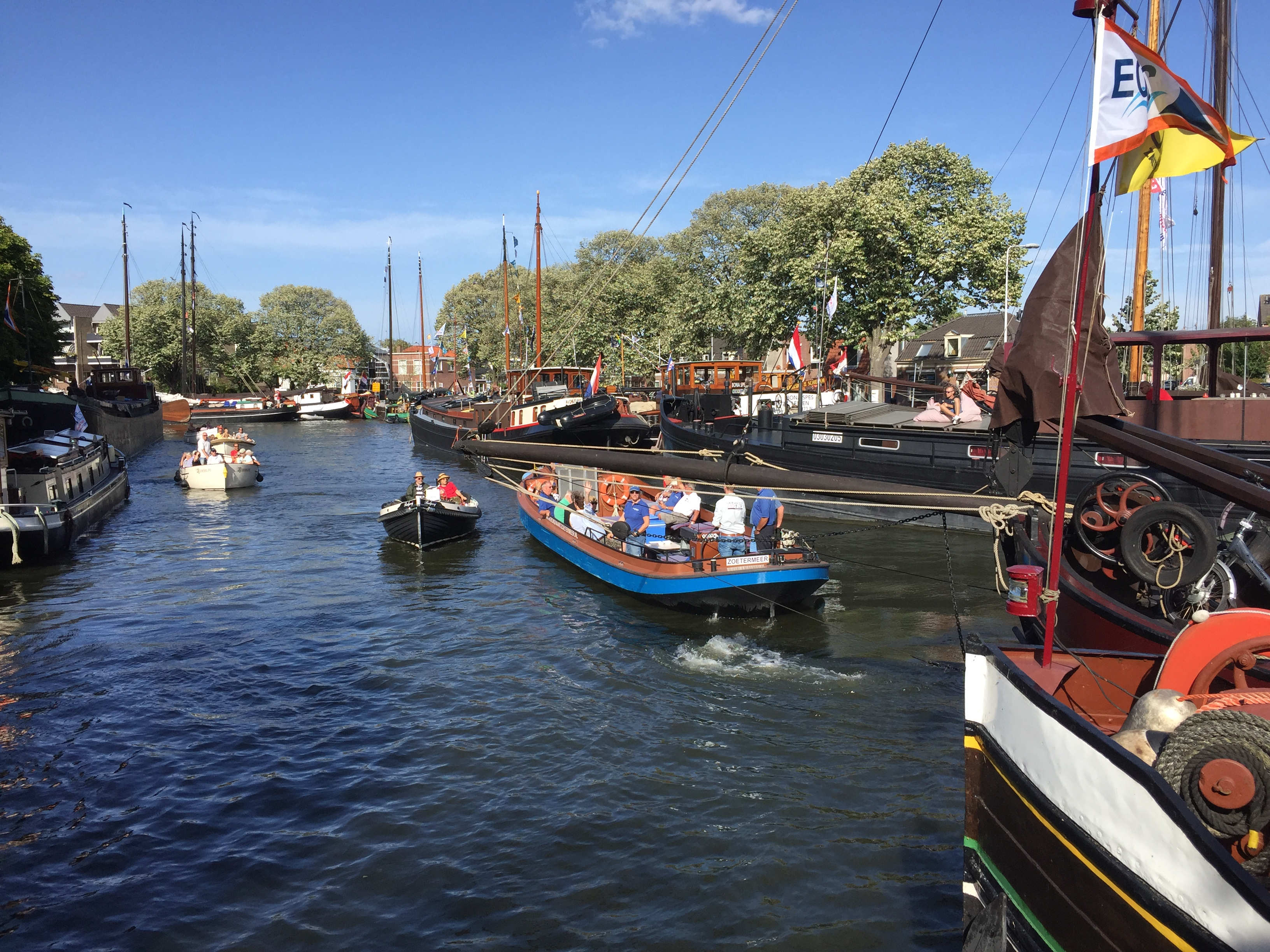
Groepsvaarten hebben meer mogelijkheden
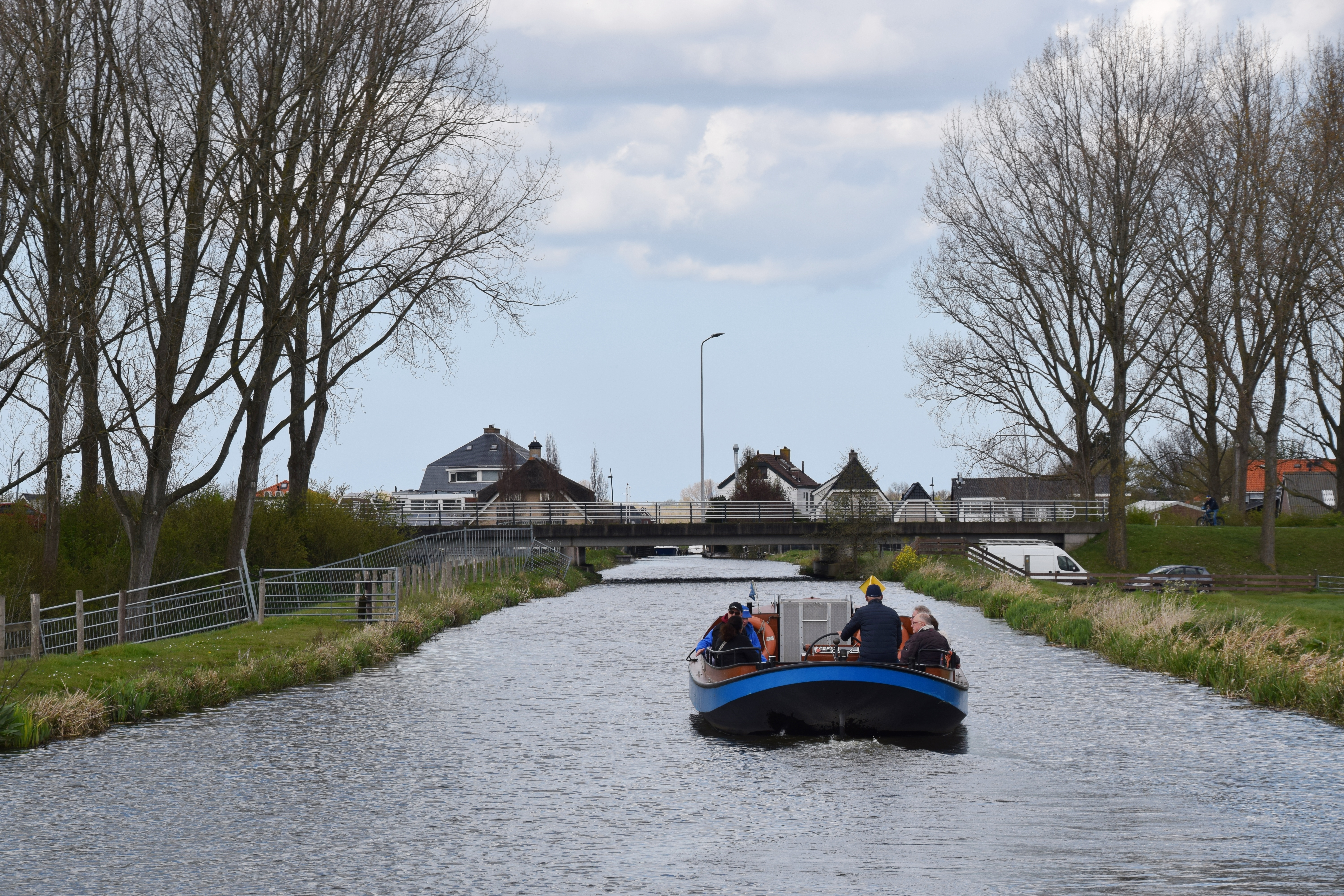
In de Jan Koenensloot
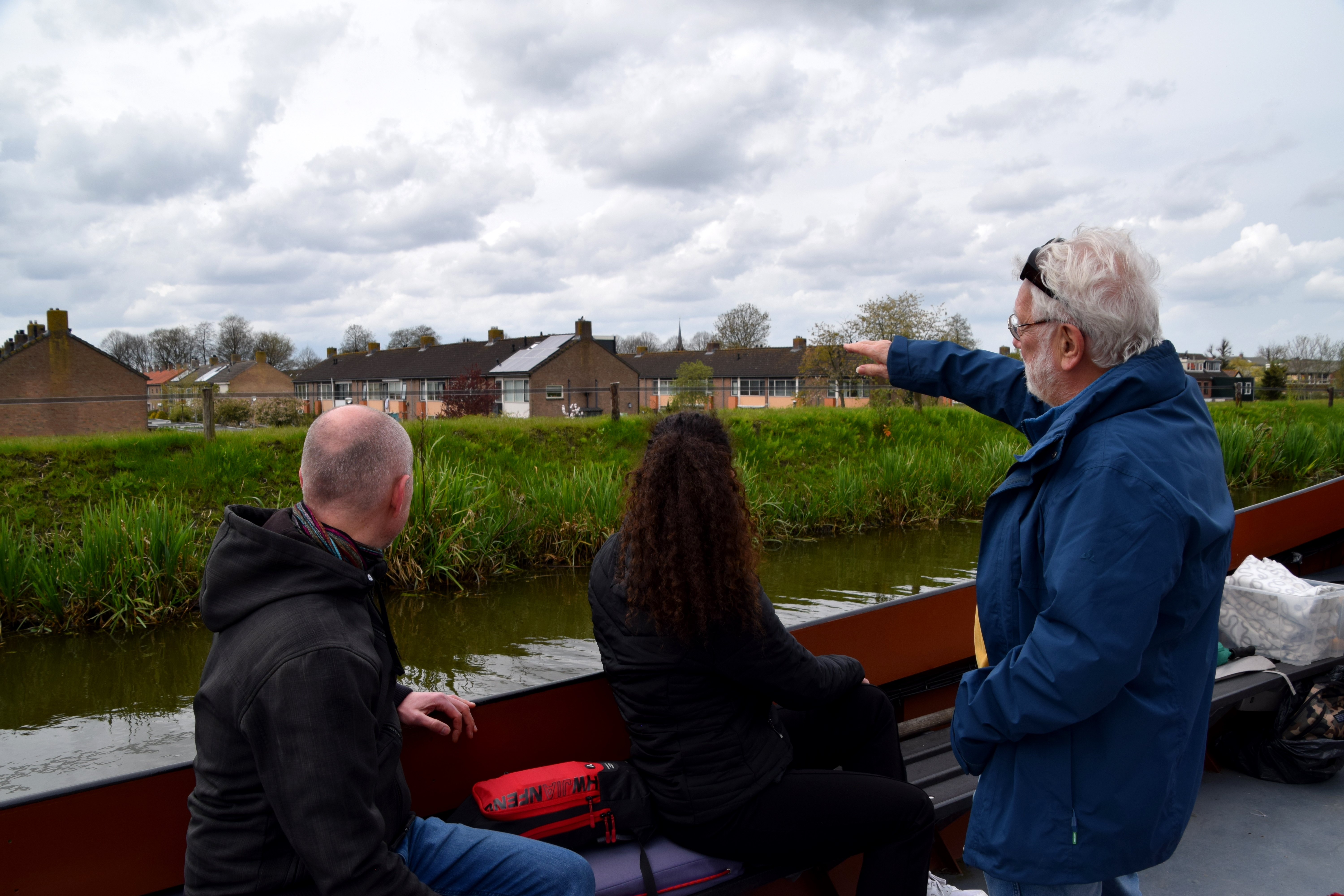
Bij Stompwijk
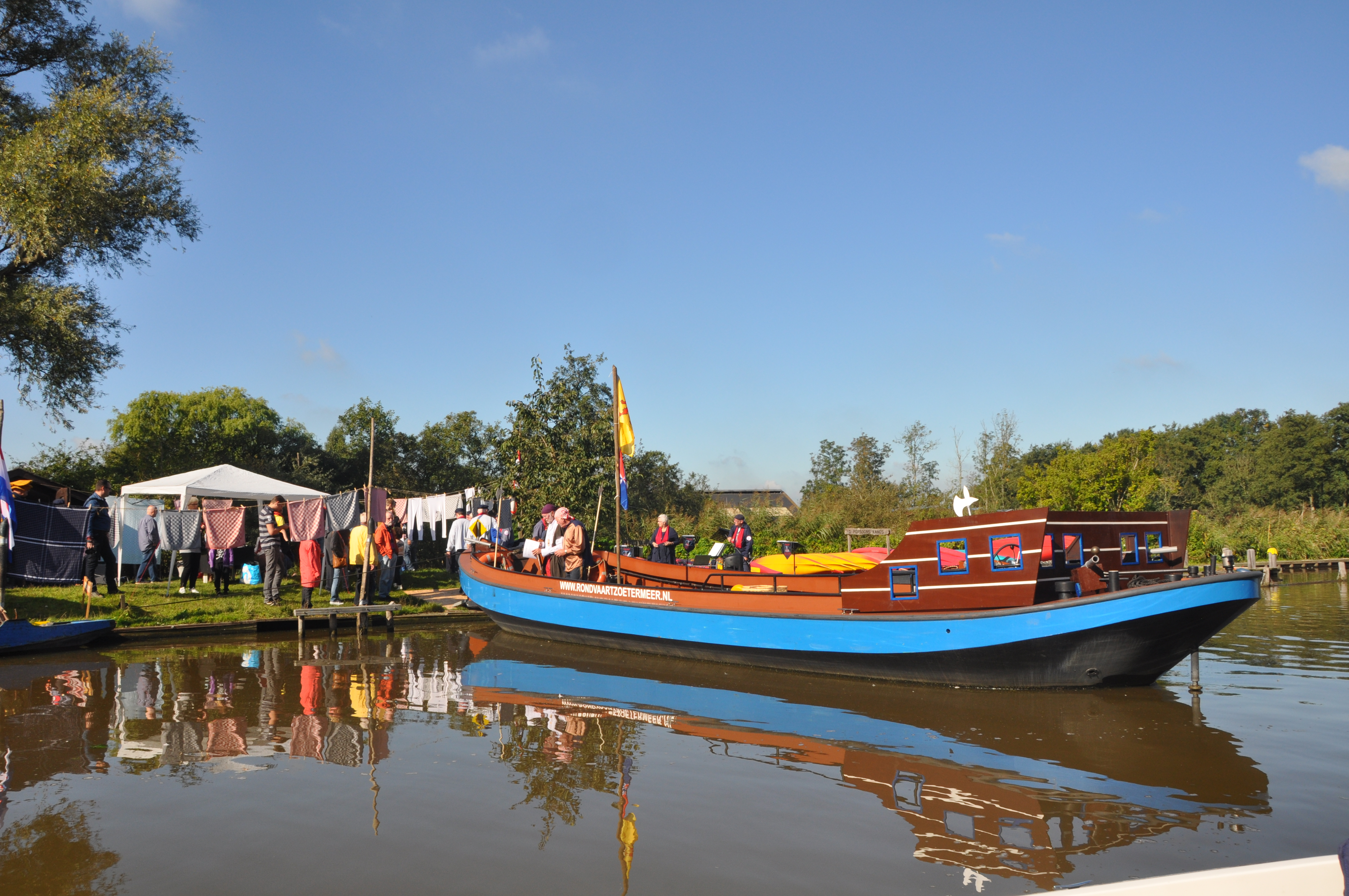
Met verschansing
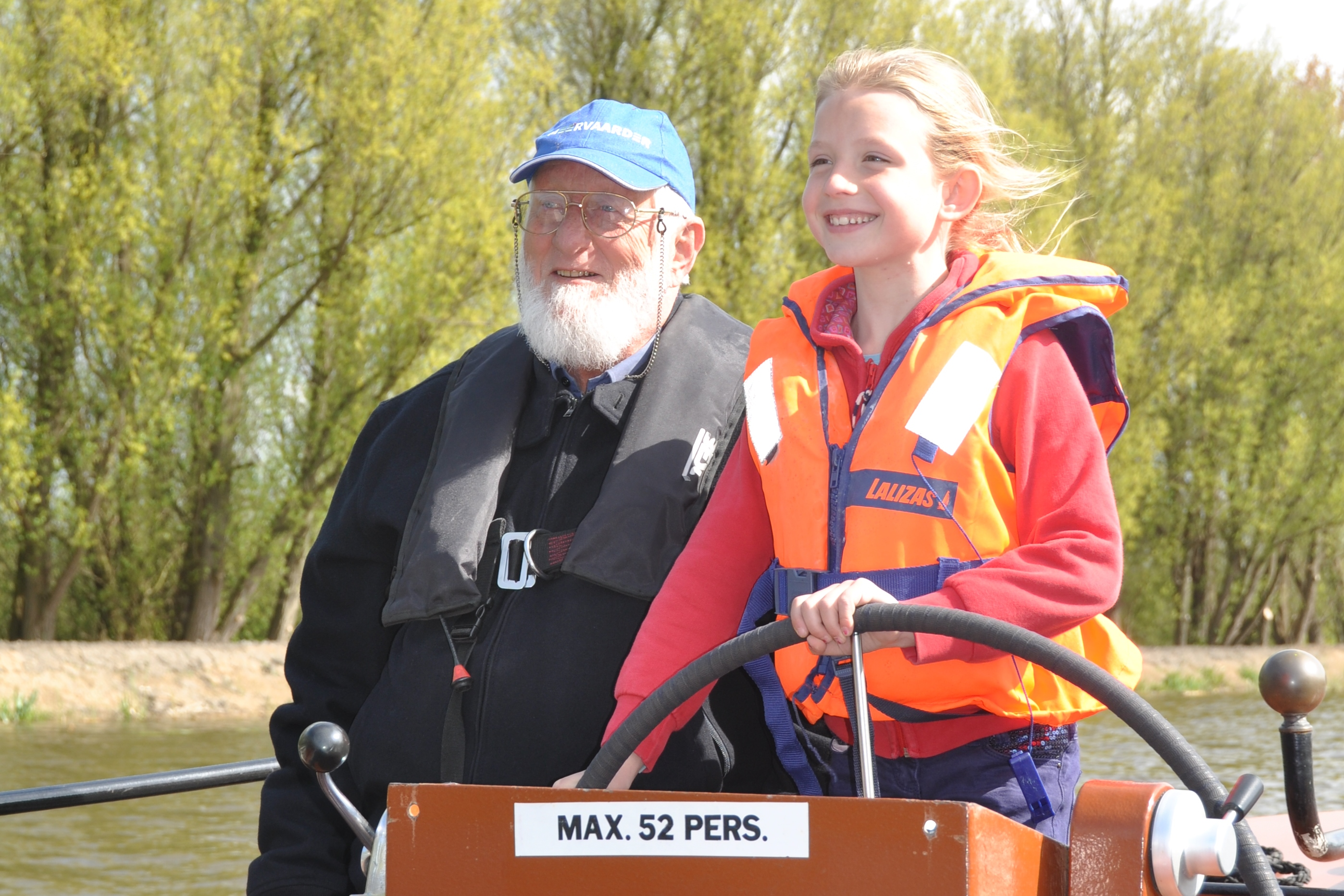
Blije gezichten op De Meervaarder
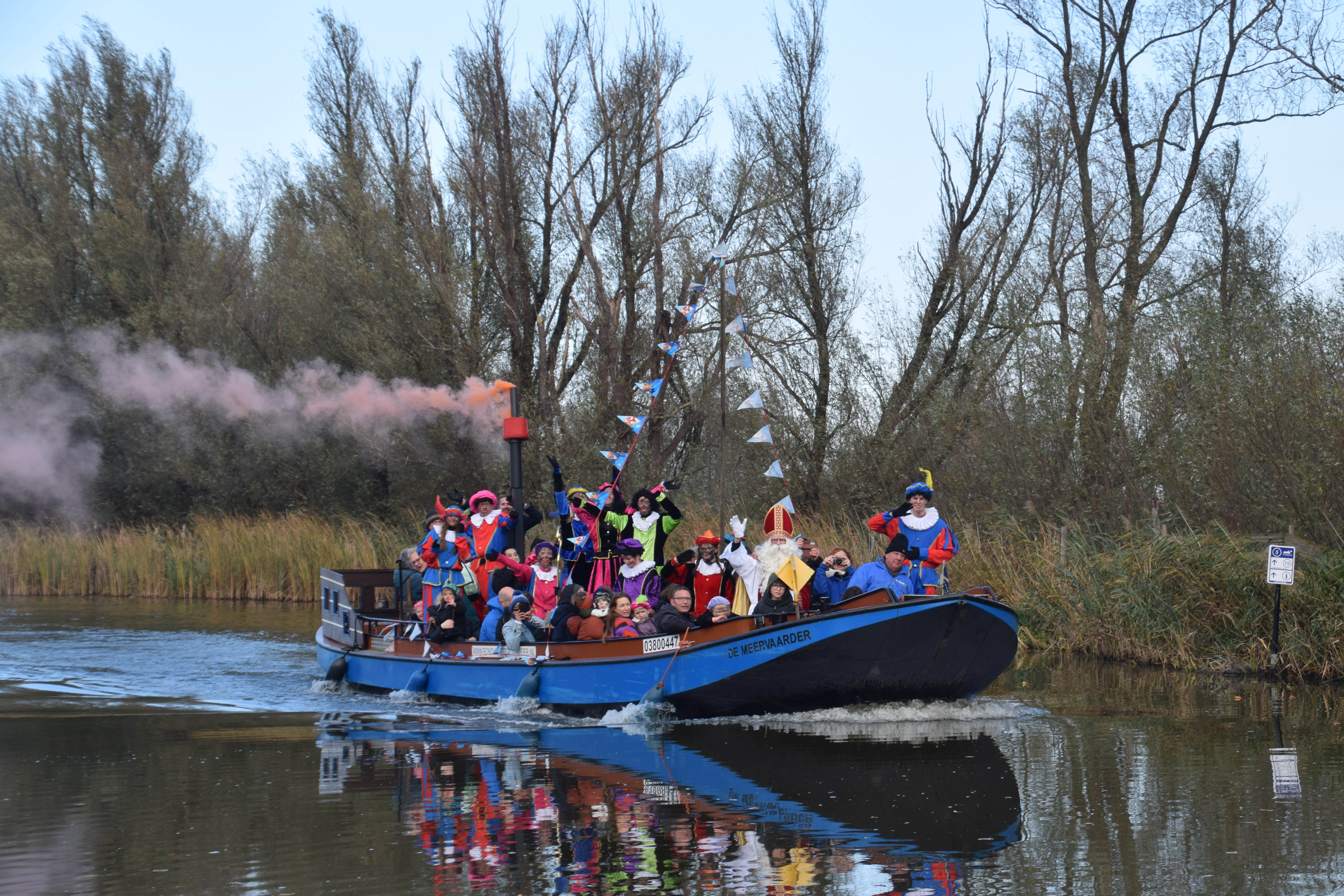
Sint Nikolaas arriveert bij 't Geertje
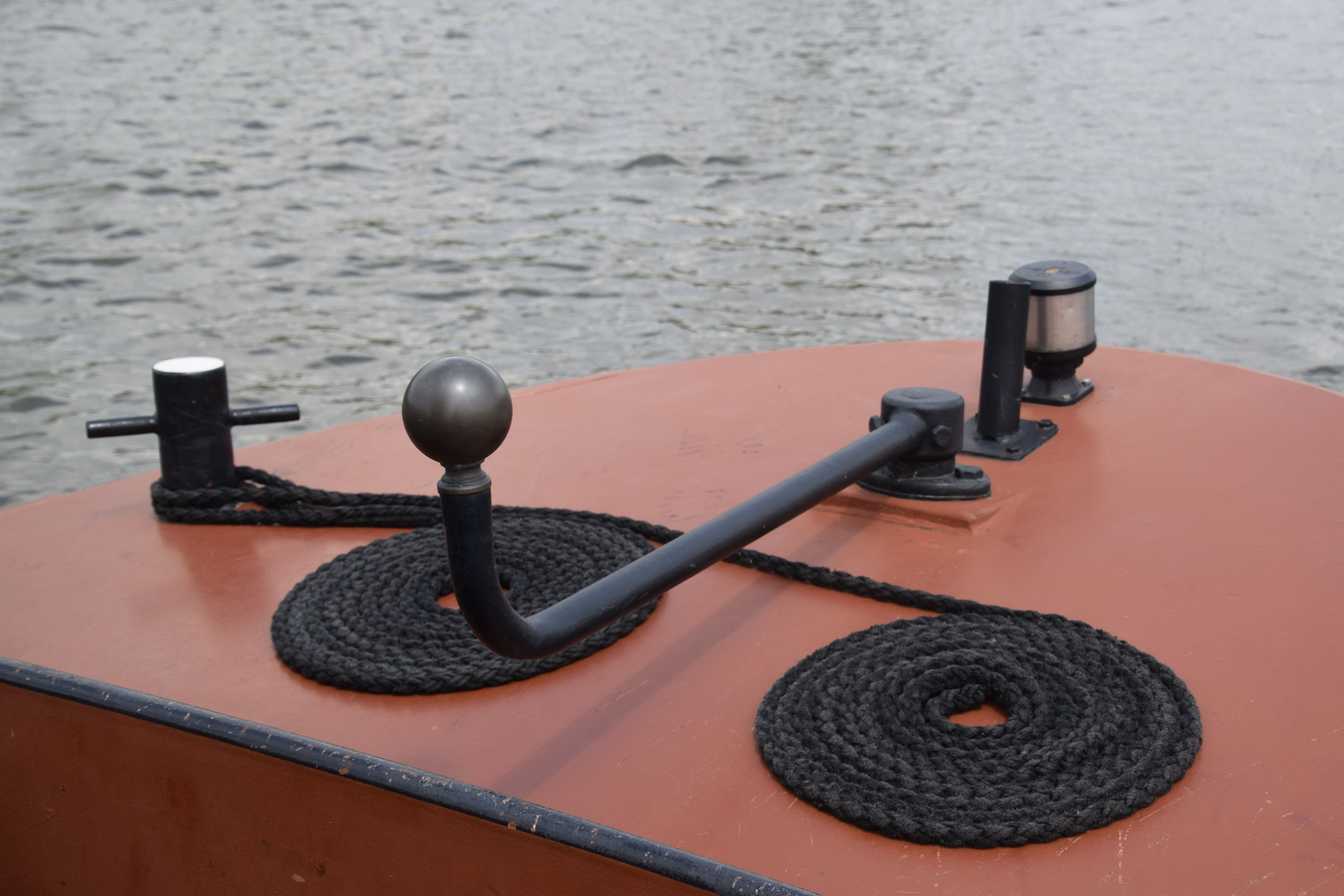